# Bolton-le-Sands
Bolton-le-Sands – wieś w Anglii, w hrabstwie Lancashire, w dystrykcie Lancaster. Leży 80 km na północny zachód od miasta Manchester i 340 km na północny zachód od Londynu. W 2001 miejscowość liczyła 4098 mieszkańców.